# 卡拉漢縣 (德克薩斯州)
卡拉漢縣（英語：Callahan County）是位於美國德克薩斯州中部的一個縣。面積2,334平方公里。根据美國2000年人口普查，共有人口12,905人。縣治貝爾德（Baird）。
成立於1858年2月1日，縣政府成立於1877年7月3日。縣名紀念德克薩斯志願兵、德州巡警詹姆斯·H·卡拉漢。